# Nigma vulnerata
Nigma vulnerata är en spindelart som först beskrevs av Simon 1914.  Nigma vulnerata ingår i släktet Nigma och familjen kardarspindlar. Inga underarter finns listade i Catalogue of Life.